# Timesius vesicularis
Genre
Espèce
Synonymes
- Stygnus vesicularis Gervais, 1844

Timesius vesicularis, unique représentant du genre Timesius, est une espèce d'opilions laniatores de la famille des Stygnidae.

## Distribution
Cette espèce est endémique de Colombie.

## Description
Le mâle holotype mesure 6 mm.

## Systématique et taxinomie
Cette espèce a été décrite sous le protonyme Stygnus vesicularis par Gervais en 1844. Elle est placée dans le genre Timesius par Simon en 1879.

## Publications originales
- Gervais, 1844 : Histoire naturelle des Insectes Aptères, 3. Librairie Encyclopédique de Roret, Paris (texte intégral).
- Simon, 1879 : « Essai d'une classification des Opiliones Mecostethi. Remarques synonymiques et descriptions d'espèces nouvelles. Première partie. » Annales de la Société Entomologique de Belgique, vol. 22, p. 183–241 (texte intégral).